# Fiordo de Stor
El fiordo de Stor (en noruego: Storfjorden, lit. 'Gran fiordo') es un fiordo en el archipiélago de Svalbard, en el norte de Noruega, que separa Spitsbergen, en el oeste, de las islas de Barents y de Borde, en el este. Con una longitud de 132 kilómetros, Storfjorden es el fiordo más largo de Svalbard.
Sus límites meridionales son Kikutodden, en la Tierra de Sørkapp, al este hasta la isla de Hå o Håøya, los archipiélagos Tiholmane (en español: Diez islas), Brækmoholmane (en español: Islas de Braekmo) y Menkeøyane (en español: Islas de Menke), en Tusenøyane (en español: Mil Islas), y al noreste hasta Svarthuken, el promontorio sudoriental de la isla de Borde. Sus límites en su lado oriental son Sundneset, en el lado norte de Freemansundet, al sur hasta Palibinramten, en la costa noroeste de la isla de Borde. La parte norte se llama Ginevrabotnen (en español: bahía de Ginevra), que se encuentra entre la Tierra de Olav V y la isla de Barents. Termina en Heleysundet.
Históricamente, el fiordo de Stor fue conocido como «Wybe Jans Water», en honor al ballenero frisio Wybe Jansz van Stavoren. La referencia al fiordo con ese nombre se registró por primera vez en 1620.